# Trần Thắng Phúc
Trần Thắng Phúc (sinh năm 1962) là một tướng lĩnh của lực lượng Công an nhân dân Việt Nam với quân hàm Thiếu tướng. Ông hiện giữ chức vụ Phó Cục trưởng Cục An ninh nội địa, Bộ Công an Việt Nam. Ông nguyên là Giám đốc Công an tỉnh Bình Phước.

## Tiểu sử
Trần Thắng Phúc sinh năm 1962, quê quán tại tỉnh Hà Nam.
Ông có trình độ học vấn thạc sĩ luật.
Trần Thắng Phúc là đảng viên Đảng Cộng sản Việt Nam.
Trần Thắng Phúc từng là Phó Giám đốc, Thủ trưởng cơ quan Cảnh sát điều tra Công an tỉnh Bình Phước.
Năm 2015, Trần Thắng Phúc được Bộ trưởng Bộ Công an bổ nhiệm làm Giám đốc Công an tỉnh Bình Phước.
Từ ngày 25 tháng 4 năm 2019, Đại tá Trần Thắng Phúc thôi chức Giám đốc Công an tỉnh Bình Phước và được bổ nhiệm giữ chức vụ Phó Cục trưởng Cục An ninh nội địa, Bộ Công an Việt Nam.
Tháng 10 năm 2019, ông được thăng cấp quân hàm Thiếu tướng Công an nhân dân Việt Nam.

## Lịch sử thụ phong quân hàm
| Năm thụ phong | –      | 2019        |
| ------------- | ------ | ----------- |
| Quân hàm      |        |             |
| Cấp bậc       | Đại tá | Thiếu tướng |